# Parafia Świętego Michała Archanioła w Cieklinie
Parafia św. Michała Archanioła w Cieklinie − parafia rzymskokatolicka znajdująca się w diecezji rzeszowskiej w dekanacie Dębowiec. Erygowana na przełomie XIV/XV wieku.
Do parafii należą wierni z miejscowości: Cieklin, Dobrynia, Duląbka, Dzielec, Radość i Wola Cieklińska.

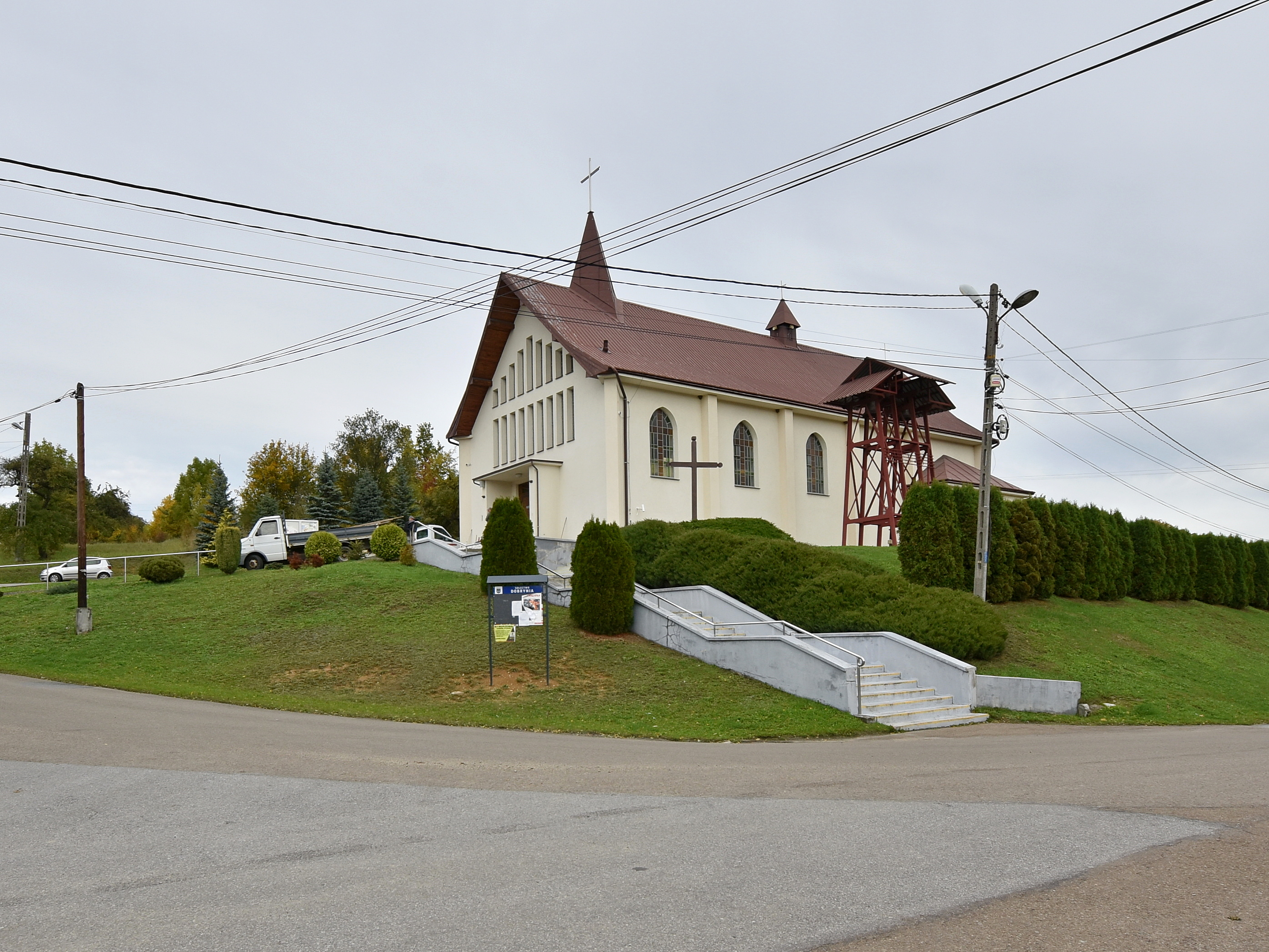
Kościół filialny w Dobryni